# Man (Costa de Marfil)
Man es una ciudad en el oeste de Costa de Marfil. Es la sede tanto del distrito de Montagnes como de la región de Tonkpi. También es una comuna y la sede y una subprefectura del departamento de Man. En el censo de 2014, la ciudad tenía una población de 149.041,  lo que la convierte en la octava ciudad más grande del país.

## Geografía
Man es parte del distrito de Montagnes y es una importante ciudad comercial que se encuentra entre montañas, incluidos el monte Toura y el monte Tonkoui (los dos más altos de la nación), y La Dent de Man, popular entre los excursionistas y, más recientemente, los escaladores.